# بوبي كولينز (لاعب كرة قدم أمريكية)
بوبي كولينز (بالإنجليزية: Bobby Collins)‏ هو لاعب كرة قدم أمريكية أمريكي، ولد في 20 أغسطس 1976 في يورك في الولايات المتحدة.

## وصلات خارجية
- بوبي كولينز على موقع مرجع كرة القدم المحترفة.كوم (الإنجليزية)